# Okręty podwodne projektu 671
Okręty podwodne projektu 671 (w kodzie NATO: Victor) – typ radzieckich dwukadłubowych myśliwskich okrętów podwodnych z napędem jądrowym drugiej generacji, powstały na przełomie lat 60. i 70. XX wieku, przeznaczony do zwalczania okrętów podwodnych przeciwnika (SSKN – Hunter Killer Submarine, Nuclear). Jednostki tego typu były efektem dążenia Związku Radzieckiego do zneutralizowania zagrożenia dla tego kraju ze strony amerykańskich strategicznych okrętów podwodnych systemu Polaris-Poseidon oraz zapewnienia ochrony myśliwskiej własnym strategicznym rakietowym okrętom podwodnym. Wprowadzenie do służby jednostek projektu 671 i ich wariantów, zdaniem wywiadu amerykańskiej marynarki, oznaczało odejście okrętów podwodnych radzieckiej marynarki wojennej od typowych ofensywnych zadań zwalczania żeglugi na otwartych wodach do zadań polegających na zwalczaniu amerykańskich okrętów rakietowych oraz lotniskowców.
Powstanie tych jednostek umożliwił rozwój technologiczny w zakresie konstrukcji kadłubów oraz napędów jądrowych, toteż ich architektura okrętowa oparta była na zmodyfikowanym kroplowym kadłubie typu Albacore z po raz pierwszy w ZSRR zastosowanym jednośrubowym układem napędowym. Taka struktura okrętu, wraz z zastosowanym układem energetycznym z dwoma reaktorami i turbiną parową mocy 31 000 KM, umożliwiała rozwinięcie prędkości do 33 węzłów w zanurzeniu. Zastosowanie po raz pierwszy w Związku Radzieckim stali o zwiększonej ciągliwości umożliwiło zwiększenie zanurzenia testowego do 400 metrów.
Jednostki projektu 671, będące bezpośrednimi następcami okrętów projektu 627A (NATO: November), wyposażone zostały w sześć dziobowych wyrzutni torpedowych kalibru 533 mm, co wraz z 12 zapasowymi torpedami dawało możliwość przenoszenia 18 pocisków tego rodzaju.
U swego zarania projekt uważany był za udany, toteż do 1974 roku powstało 15 okrętów bazowego projektu 671 (oznaczenie kodowe: Jorsz, ros. Ëрш), w stoczni Admiralicji w Leningradzie. Z uwagi na brak jawnego radzieckiego oznaczenia projektu, okręty projektu 671 powszechnie w literaturze i wśród specjalistów były znane pod kodową nazwą NATO: Victor I. Wkrótce jednak projekt został zmodyfikowany celem wyciszenia okrętów, zwiększenia możliwości sonaru i wzmocnienia uzbrojenia. Dwie spośród sześciu wyrzutni torpedowych kalibru 533 zostały zamienione na wyrzutnie kalibru 650 mm, celem zastosowania torped 65-76, zaś liczba zapasowych torped została zwiększona do 18 sztuk. Tak zmodyfikowany projekt otrzymał oznaczenie 671RT (kod Sjomga ros. Сёмга, NATO: Victor II). Victor II był pierwszym radzieckim okrętem podwodnym, w którym zastosowano wyciszanie maszynowni specjalną masą. Zbudowano 6 jednostek tego typu. Ostatnim wariantem był projekt 671RTM (oznaczenie kodowe: Szczuka, ros. Щука, NATO: Victor III). Ostateczny wariant był cichszy, dodatkowo Victor III został wyposażony w wystrzeliwane z wyrzutni torpedowych przeciwokrętowe pociski manewrujące. Okręty projektu 671RTM były pierwszymi radzieckimi jednostkami, które swoimi możliwościami bojowymi zbliżały się do współczesnych im odpowiedników amerykańskich. Wybudowano 27 jednostek tego projektu. Ogółem w stoczniach radzieckich zbudowano 48 okrętów wszystkich wersji projektu 671, które w większości zakończyły służbę do połowy lat 90. XX wieku, kilka z nich do dziś jednak wciąż pozostaje w rosyjskiej rezerwie 2 kategorii.

## Okręty drugiej generacji
Budowa jednostek projektów 627A (NATO: November) SSN i 658 (Hotel) SSBN została zakończona we wczesnych latach 60., do tego czasu jednak radzieckie stocznie zdołały przygotowywać się do produkcji drugiej generacji okrętów podwodnych napędzanych energia jądrową. Ta grupa okrętów obejmowała jednostki projektów: 671 (Victor), 670 (Charlie) SSGN oraz 667A (Yankee I) SSBN. Program rozwojów tych typów prawdopodobnie rozpoczął się już pod koniec lat 50. – zanim jeszcze zostały rozpoczęły służbę okręty pierwszej generacji. W 1958 roku Komitet Państwowy Budowy Okrętów zainicjował konkurs między trzema biurami konstrukcyjnymi – CKB-18/Rubin, SKB-112/Lazurit i SKB-143/Malachit – na projekty czterech okrętów drugiej generacji:
    Projekt 667: strategicznego okrętu rakietowego z napędem nuklearnym (SSBN);

    Projekt 669: dużego okrętu myśliwskiego z silnym uzbrojeniem torpedowym – następcy jednostek projektu 627A (SSN);

    Projekt 670: małego myśliwskiego okrętu podwodnego nadającego się do produkcji masowej z uzbrojeniem torpedowym (SSN);

    Projekt 671: nuklearnego okrętu ZOP z uzbrojeniem torpedowym i dużym sonarem.

Ostatni z nich miał mieć wyporność na powierzchni nie większą niż 2000 ton – umożliwiającą seryjną produkcję w stoczniach śródlądowych; wyposażony miał być w cztery wyrzutnie torpedowe, przenosić miał osiem torped, wymagania zakładały prędkość około 30 węzłów, zaś konstrukcyjna głębokość zanurzenia wynosić miała 300 metrów. Zgodnie z zachodnimi kryteriami wymagania te klasyfikowały go jako okręt hunter killer – SSKN.
Program tego okrętu był realizowany w 1958 roku przez biuro konstrukcyjne SKB-143 z Leningradu (późniejsze biuro Malachit), pod kierunkiem Leonida Smarkina. Rok później szefem programu wyznaczony został Georgij Czernyszew, Smarkin zaś został jego zastępcą. Program otrzymał numer projektu 671 oraz niejawną nazwę kodową Jorsz (ros. Ёрш – jazgarz). Okręty, które w nomenklaturze NATO uzyskały nazwę typu Victor, od samego początku przeznaczone były do walki przeciwpodwodnej (ZOP) jako środek przeciwdziałania amerykańskim strategicznym okrętom podwodnym systemu Polaris. Odzwierciedlało to poglądy panujące w ówczesnej admiralicji radzieckiej. W 1961 roku sekretarz marynarki admirał Wasilij Płatonow napisał w ściśle tajnym wówczas dokumencie:

Przeciwpodwodne okręty podwodne wyposażone w najbardziej zaawansowane sonary i wyposażenie hydroakustyczne, są jedyną realną siłą mogącą zwalczać okręty podwodne przenoszące pociski rakietowe. Podwodne przeszukiwanie sonarowe, podwodne patrole oraz zasadzki podwodne muszą się stać podstawową taktyczną metodą działania. Aktywne zwalczanie okrętów rakietowych i wszystkie manewry związane z polowaniem i niszczeniem ich, musza być teraz prowadzone głęboko pod wodą zamiast na powierzchni. Nie ma innej drogi.

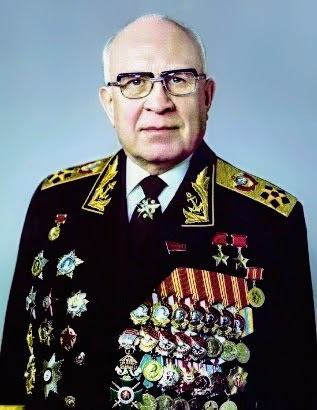
adm. Siergiej Gorszkow

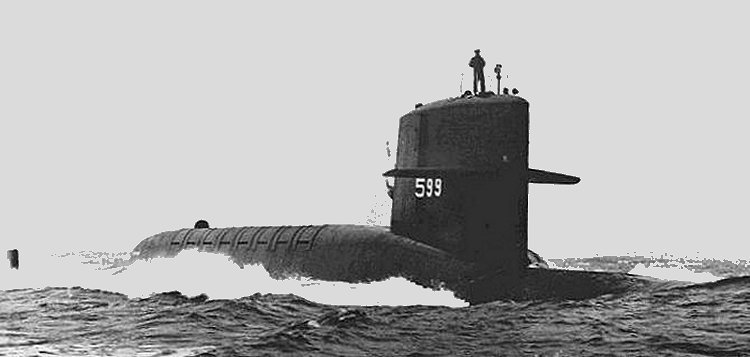
USS „Patrick Henry” (SSBN-599) typu George Washington – jeden z amerykańskich okrętów przenoszących pociski balistyczne systemu Polaris, do którego zwalczania przeznaczone były jednostki typu Victor

Takie podejście licowało jednak także ze zmianą, jaka dokonała się w tym czasie w rosyjskiej strategii morskiej: z przejściem z defensywnej filozofii floty przybrzeżnej do ofensywnego charakteru floty pełnomorskiej. Zadaniem nowych okrętów, obok obrony własnych wybrzeży przed atakiem rakietowym, miało być bowiem – jak pokazała wkrótce praktyka – także patrolowanie u wybrzeży amerykańskich oraz towarzyszenie własnym strategicznym okrętom rakietowym, w celu ochrony ich przed śledzeniem, a w wypadku wojny również zatapianiem przez okręty podwodne przeciwnika. Odzwierciedlało to poglądy ówczesnego najwyższego dowódcy radzieckiej floty, adm. Siergieja Gorszkowa, który wsparcie dla najważniejszych okrętów podwodnych uznawał za nieodzowny warunek powodzenia ich operacji. Między innymi klęskę niemieckich okrętów podwodnych podczas drugiej wojny światowej upatrywał (podobnie jak inni radzieccy dowódcy tego czasu) w braku wsparcia dla nich ze strony floty nawodnej i powietrznej. Obie te siły mogły bowiem zapewniać rekonesans dla niemieckiej floty podwodnej oraz angażować anglosaskie siły morskie, co ułatwiłoby prowadzenie działań niemieckim U-Bootom. Pozbawienie ich natomiast wsparcia, znacząco – według niego – zmniejszyło efektywność U-Bootwaffe w zwalczaniu alianckiej żeglugi na Atlantyku. Jeśli więc – jak pisał – dysponujące znaczną przewagą liczbową oraz technologiczną siły przeciwpodwodne aliantów nie były w stanie całkowicie wyeliminować działań ofensywnych niemieckich U-Bootów, jak wielką przewagą musiałyby one dysponować dzisiaj, aby przeciwstawić się działaniom okrętów jądrowych o nieporównywalnie większych możliwościach bojowych niż okręty tej klasy w czasach II wojny światowej?. W konsekwencji okręty typu Victor wraz z budowanymi w radzieckich stoczniach okrętami nawodnymi, które przenosiły śmigłowce, miały spełniać zadanie wsparcia radzieckich okrętów podwodnych – w misjach zarówno defensywnych, jak i ofensywnych, co odzwierciedlało nowa ofensywną strategię radzieckiej floty.
Wymagania taktyczno–techniczne na okręty proj. 671 zostały zatwierdzone 3 listopada 1959 roku, w marcu kolejnego roku powstał projekt wstępny, a w grudniu – techniczny. Ostateczna decyzja o budowie jednostek projektu 671 zapadła prawdopodobnie w latach 1962–1963, tuż po amerykańskiej decyzji o budowie na wielką skalę strategicznych okrętów systemu Polaris.

## Budowa okrętów
W miarę rozwoju programu stało się wkrótce jasne, że okręty tego typu zostaną jedynym budowanym w tym czasie typem jednostek myśliwskich; projekt ewoluował jednak z SSKN w kierunku bardziej uniwersalnego, wielozadaniowego charakteru. Wyporność szybko wzrosła do 3500 ton na powierzchni, co było krytyczną wartością dla możliwości budowy w stoczni leningradzkiej, a gotowe kadłuby okrętów musiały być w celu ostatecznego wyposażenia transportowane w dokach transportowych przez Kanał Białomorsko-Bałtycki do Siewierodwińska.

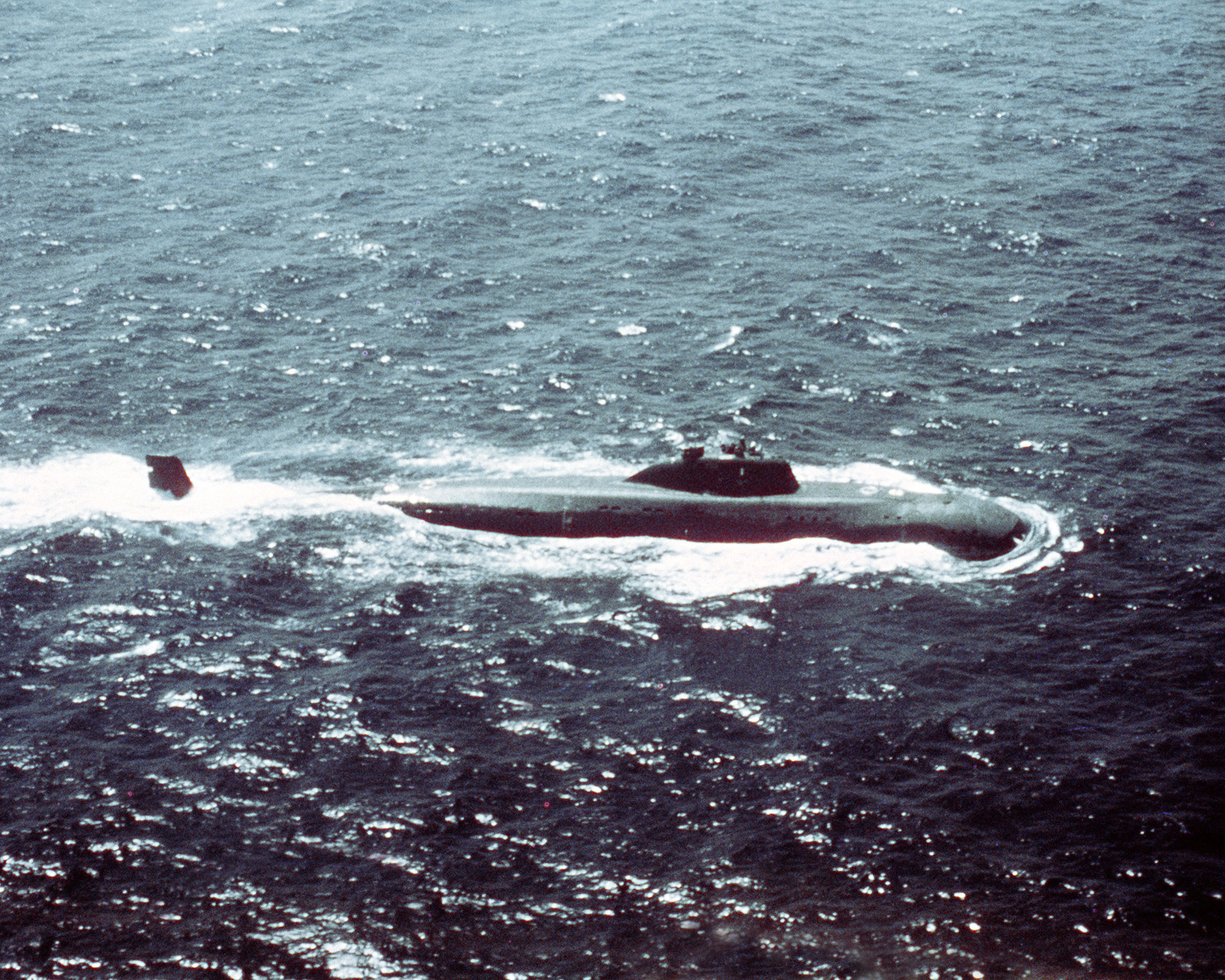
18 września 1990 roku – nierozpoznana jednostka typu Victor I

12 kwietnia 1963 roku położono stępkę pierwszego okrętu, którym był K-38. Zapoczątkował on budowę nuklearnych okrętów podwodnych w Stoczni Admiralicji w Leningradzie, która w 1959 roku wybudowała pierwszy na świecie nuklearny statek nawodny (lodołamacz „Lenin”). 28 lipca 1966 roku K-38 został zwodowany do rzeki Fontanka. W listopadzie tego roku zbyt duże ciśnienie w generatorze pary spowodowało awarię podczas testu nuklearnej siłowni okrętu. Po dokonaniu niezbędnych napraw w lipcu 1967 roku okręt umieszczono w doku transportowym i przetransportowano do Zakładu nr 402 w Siewierodwińsku, gdzie został ukończony i poddany testom na Morzu Białym, po czym wprowadzony do służby 5 listopada 1967 roku. Relatywnie konserwatywny projekt nowego typu okrętów zapewnił mu jednak sukces prowadzący do budowy do roku 1974 ogółem 15 jednostek projektu 671. Wykonawcą każdego z nich była Stocznia Admiralicji.
Następne jednostki były okrętami zmodyfikowanego typu Victor II, któremu początkowo nadano w NATO oznaczenie Uniform. Od 1972 do 1978 roku stocznie Admiralicji oraz Krasnoje Sormowo w Gorkim ukończyły ogółem siedem jednostek tego typu, po czym stocznia w Leningradzie rozpoczęła produkcję okrętów projektu 671RTM – Victor III w nomenklaturze NATO. Do wczesnych lat 90. stocznia w Leningradzie oraz Komsomolsku nad Amurem zbudowały 25 okrętów tego typu, co daje łączną liczbę 48 zbudowanych jednostek projektu 671 i pochodnych. Stanowi to najdłuższą serię okrętów podwodnych z napędem jądrowym, jaka została wybudowana przez jakikolwiek kraj, z wyjątkiem amerykańskiej serii okrętów typu Los Angeles.

## Konstrukcja

### Kadłub
Victor był zaawansowanym okrętem podwodnym ze zmodyfikowanym kroplowym kadłubem typu albacore oraz małym opływowym kioskiem. Według niektórych źródeł wyporność nawodna wynosiła 3650 ton, inne zaś podają 4300 ton, wyporność podwodna zaś odpowiednio 4830 i 5100 ton. Okręty tego typu były o 15 metrów krótsze od wcześniejszego typu November, szersze jednak o 1 metr – licząc 93 metry długości oraz 10,6 metra szerokości, przy zanurzeniu 7,2 metra. Ich kadłuby znacząco jednak różniły się od współczesnych im amerykańskich odpowiedników – o ile projekt 671 zachował dwukadłubową konstrukcję, z zatwierdzeniem projektu okrętów typu Skipjack dowództwo amerykańskie podjęło decyzję o przejściu na układ jednokadłubowy. Radziecka decyzja o oparciu typu Victor o układ dwukadłubowy oznaczała, że dowództwo radzieckie skłonne było zaakceptować zwiększoną masę okrętów oraz wyższy poziom hałasu i potencjalne ograniczenie prędkości w zamian za szereg zalet. Według dokumentów radzieckich zachowano układ dwukadłubowy celem zwiększenia bezpieczeństwa okrętu w czasie pokoju oraz zwiększenia przeżywalności jednostki w wypadku ataku na okręt w trakcie wojny.
|                      | Projekt 671 Victor I | Projekt 671RTM Victor III |
| -------------------- | -------------------- | ------------------------- |
| Status operacyjny od | 1967                 | 1977                      |
| Wyporność            |                      |                           |
| powierzchnia         | 3650 ton             | 4750 ton                  |
| zanurzenie           | 4830 ton             | 5980 ton                  |
| Długość              | 89 metrów            | 107,1 metra               |
| Szerokość            | 10,6 metra           | 10,6 metra                |
| Zanurzenie           | 7,2 metra            | 8 metrów                  |
| Reaktory             | 2 WM-4P              | 2 WM-4P                   |
| Turbiny              | 1 parowa             | 1 parowa                  |
| Moc (w KM)           | 31 000               | 31 000                    |
| Wały                 | 1                    | 1                         |
| Prędkość             |                      |                           |
| powierzchnia         | 12 węzłów            | 18 węzłów                 |
| zanurzenie           | 33 węzły             | 31 węzłów                 |
| Zanurzenie testowe   | 400 metrów           | 400 metrów                |
| Wyrzutnie torpedowe  | 6 x 533 mm           | 4 x 533 mm 2 x 650 mm     |
| Inne pociski         | (brak)               | różnorodne                |
| Załoga               | 76                   | 82                        |

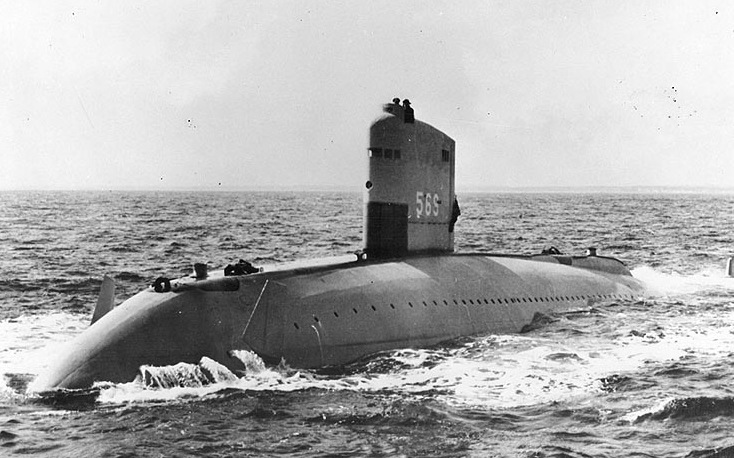
Amerykański eksperymentalny USS „Albacore” (AGSS-569), protoplasta okrętów podwodnych o kroplowym kształcie, od którego pochodzi nazwa kadłuba typu albacore

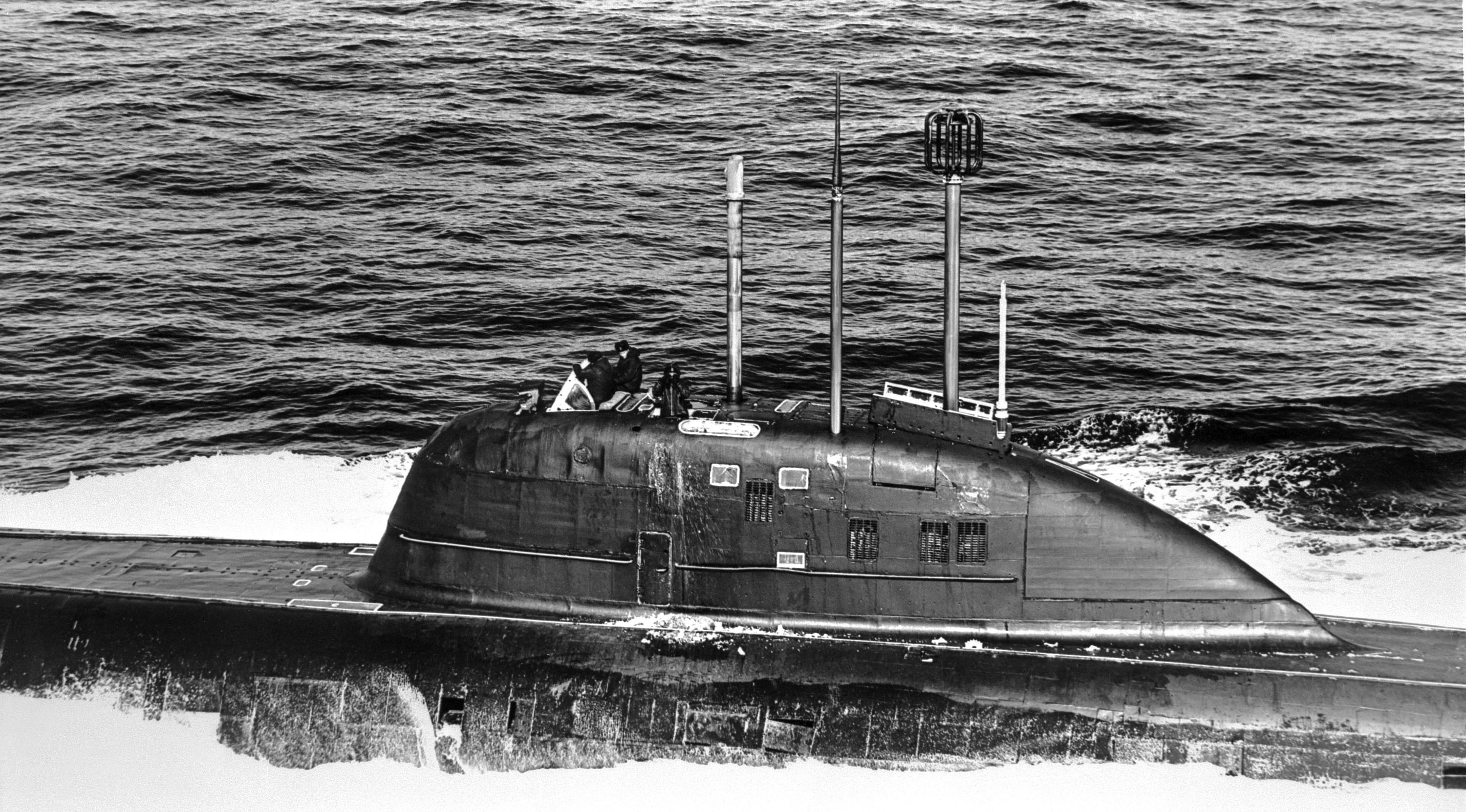
Opływowy, specyficzny dla radzieckiej marynarki wojennej kiosk jednostki typu Victor II. Pierwszy od lewej widoczny peryskop obserwacyjny, pośrodku peryskop bojowy, następnie antena radiowa.

W przypadku jednostek projektu 671 po raz pierwszy w Związku Radzieckim do produkcji kadłubów sztywnych zastosowano stal o zwiększonej ciągliwości AK-29. Umożliwiło to zwiększenie zanurzenia testowego do 400 metrów, co stanowiło zwiększenie o 33% zanurzenia testowego w stosunku do okrętów I generacji.
Przy dwukadłubowej konfiguracji kadłub ciśnieniowy okrętów projektu 671 podzielony był na siedem przedziałów: torpedowy/sypialny/baterii, centrum dowodzenia, przedział reaktorów, przedział turbiny, wyposażenia pomocniczego, sypialny i generatorów Diesla oraz przedział silników elektrycznych. Zbiorniki balastowe umieszczone były wzdłuż okrętu oraz na rufie i dziobie.

### Układ napędowy
W projekcie 671 po raz pierwszy na radzieckich bojowych okrętach podwodnych zastosowany został jednośrubowy układ napędowy z jednym wałem. Podyktowane to było chęcią obniżenia poziomu szumów, zmniejszenia wyporności i zwiększenia prędkości okrętu w porównaniu do układu dwuśrubowego. Wymagało to jednak osobistej zgody admirała Gorszkowa na propozycję głównego konstruktora i kierownictwa biura Malachit, przy poparciu udzielonym przez Państwowy Komitet Budowy Okrętów. Głównodowodzący floty zaznaczył jednak, że udziela takiej zgody w drodze wyjątku. Pojedyncza śruba o średnicy 4,5 metra została umieszczona za powierzchniami kontrolnymi sterów. W celu zapewnienia jednak okrętom możliwości powrotu do portu przy uszkodzeniu jedynego wału bądź pędnika głównego, a także dla celów manewrowych z małą prędkością, okręty otrzymały dodatkowe małe śruby podwójne w gondolach na rufowych powierzchniach sterowych. Układ napędowy z pojedynczą śrubą ulepszył charakterystykę napędową okrętu o około 30% (w porównaniu układem dwuśrubowym) i umożliwił umiejscowienie przekładni turbiny z dwoma niezależnymi turbogeneratorami w jednym przedziale wraz ze wszystkimi systemami pomocniczymi. Udało się dzięki temu zredukować względną długość okrętu, w konsekwencji zaś zmniejszyć wyporność i krzywą powierzchni zwilżonej kadłuba, co dodatkowo zwiększyło prędkość okrętu. Mimo że jednostki projektu 671 miały o 30% większą wyporność od okrętów projektu 627A, powierzchnie zwilżone kadłubów były praktycznie identyczne, co przy podobnej mocy siłowni, umożliwiało projektowi 671 rozwinięcie prędkości 33 węzłów, podczas gdy 627A mógł płynąć z prędkością najwyżej 30 węzłów.

Porównanie poziomu szumów okrętów projektu 671 z innymi typami jednostek
Typy amerykańskie: SSN-594: Thresher; SSN-637: Sturgeon; SSN-688: Los Angeles; SSN-688i: Ulepszony Los Angeles; SSN-21: Seawolf; SSN-774: Virginia
Typy radzieckie: Victor: 671; Alfa: 705; Victor III: 671RTM; Akuła: 971; Ulepszony Victor III: 671RTMK; Ulepszona Akuła: 971U; Siewierodwińsk: 855.

Większość okrętów jądrowych drugiej generacji dysponowała reaktorami wodno-ciśnieniowymi (PWR). Jednostki Victor zasilane były dwom reaktorami w konfiguracji podobnej do stosowanej wcześniej na jednostkach HEN. Same reaktory jednostek projektu 671 były zbliżone jednak do jednostek energetycznych okrętów rakietowych projektu 667A/Yankee I oraz pojedynczego reaktora mniejszych okrętów projektu 670/Charlie. Para reaktorów WM-4P w połączeniu z jedną turbiną parową OK-350 zapewniała moc wyjściową na turbinie 31 000 KM. System energetyczny oparty na zasilaniu energią elektryczną o napięciu 380 V i częstotliwości 50 Hz stanowił znaczne ulepszenie sieci elektrycznej tych okrętów.

### Uzbrojenie
Okręty typu Victor I wyposażone zostały w sześć dziobowych wyrzutni torpedowych kalibru 533 mm, z 18 przeciwokrętowymi i przeciwpodwodnymi torpedami. Wyrzutnie te oprócz torped mogły wystrzeliwać także rakietowe pociski ASW RPK-2 Wjuga (NATO: SS–N–15). Te podobne do amerykańskich pocisków SUBROC wystrzeliwane były ze standardowej wyrzutni torpedowej, po czym wynurzały się ponad powierzchnię wody, gdzie automatycznie odpalany był silnik rakietowy napędzający pocisk w kierunku celu. Po przeleceniu dystansu ok. 20 mil morskich (37 km), od pocisku separowała się wyposażona w ładunek nuklearny głowica bojowa, która opadała swobodnie do wody na spadochronie. Okręty mogły również stawiać miny z wyrzutni torpedowych. Na wczesnym etapie projektu rozważano umieszczenie wyrzutni torped na śródokręciu, pod kątem, jak na amerykańskich okrętach typu Thresher, lecz rozwiązanie takie zostało odrzucone, gdyż ograniczało prędkość okrętu przy odpalaniu torped, a jednym z zasadniczych zadań okrętów miało być zwalczanie okrętów nawodnych. Wyrzutnie torped rozmieszczono wobec tego klasycznie w dziobie nad sonarem.
Załadunek torped odbywał się przez umieszczone na dziobie luki załadowcze, skąd były przemieszczane do przedziału torpedowego. Wewnątrz okrętu torpedy ładowane były do wyrzutni za pomocą automatycznego hydraulicznego systemu załadowczego. Pociski te mogły być wystrzeliwane przy zanurzeniu nie przekraczającym 250 metrów. Wyrzutnie umieszczone były w dwóch poziomych rzędach na dziobie jednostek, w konfiguracji z dwoma wyrzutniami powyżej czterech pozostałych. Taka aranżacja umożliwiała wystrzeliwanie torped przy wyższej prędkości niż w przypadku jednostek amerykańskich mających wyrzutnie umieszczone skośnie po bokach okrętu, ograniczała jednak ilość miejsca na dziobie okrętu, dostępnego dla układu sonarów dziobowych, hałas zaś przy strzale torpedowym mógł powodować zakłócenia pracy anteny sonaru. Anteny sonaru dziobowego Rubin MGK-300 (NATO: Shark Teeth) zostały umieszczone poniżej drugiego rzędu wyrzutni, w dolnej części dziobu. Po 1976 roku większość jednostek podczas modernizacji wyposażano w sonar Rubikon MGK-503. Jednostki projektu 671 były pierwszymi radzieckimi okrętami myśliwskimi z napędem jądrowym wyposażonym w pasywny sonar niskich częstotliwości (LF), służący przeszukiwaniu na dalekich dystansach, a także sonar średnich częstotliwości (MF) dla kontroli ognia torpedowego.
Co najmniej trzy jednostki tego projektu – K-314, K-454 i K-469 – zostały zmodyfikowane w celu umożliwienia im przenoszenia kierowanych przewodowo torped TEST-68. Według natomiast źródeł rosyjskich, jednostki proj. 671 mogły typowo przenosić kierowane  torpedy TEST-71.

### Wyciszenie
Przy konstrukcji jednostek tego typu duży nacisk położono na redukcję szumów generowanych przez okręt. W tym celu zastosowano automatycznie zamykające się przy zanurzaniu szpigaty na obu burtach okrętów. Drugi w kolejności okręt i następne jednostki otrzymały powłokę anechoiczną kadłuba zewnętrznego, rozpraszającą częściowo wiązkę akustyczną sonaru aktywnego przeciwnika z jednej strony, z drugiej zaś tłumiącą hałasy dobiegające z wnętrza okrętu, w tym przede wszystkim hałasy wywoływane przez maszynownię. Zmniejszeniu poziomu hałasów generowanych przez okręt, służyć miały także dodatkowe małe pędniki. Pędniki te redukowały niekorzystny przepływ wody wokół rufy okrętu, redukując w ten sposób szum przepływu i w konsekwencji podatność na detekcję akustyczną

## Modyfikacje

### Victor II – projekt 671RT
Po ukończeniu produkcji jednostek pierwszej serii, konstrukcja została powiększona w projekcie 671RT (NATO: Victor II). Projekt otrzymał nazwę kodową Sjomga (ros. Сёмга – łosoś szlachetny). Okręty tego typu zostały przedłużone o 9,3 metra, zaś średnica kadłuba sztywnego wzrosła o 0,5 metra. Jednostki tego projektu miały zwiększoną wyporność (4500/5900 ton), prawdopodobnie w celu zmieszczenia dwóch większych wyrzutni torpedowych kalibru 650 mm oraz zapasu środków bojowych. Większe rozmiary doprowadziły jednak do spadku prędkości maksymalnej do 30 węzłów. Według źródeł rosyjskich, rozwijały prędkość do 31,7 węzłów.
Większość przyrostu wymiarów okrętu spowodowana była rozrostem przedniej części jednostek, celem ulepszenia systemu uzbrojenia oraz systemu sonarowego, a także wyciszenia nowych okrętów. Dwie z sześciu wyrzutni torpedowych 533 mm zostały zastąpione wyrzutniami kalibru 650 mm. Umożliwiło to używanie torped 65-76. W rezultacie jednostki tego typu przenosiły łącznie 18 torped 533 mm i 6 torped kalibru 650 mm. Zamiast torped kalibru 533 mm okręty mogły przenosić rakietotorpedy RPK-2 Wjuga do zwalczania okrętów podwodnych na odległości od 10 do 42 km.
System sonarowy został ulepszony do wersji MGK-300T Rubin. Nowy był system informacji bojowej i kierowania walką Ładoga.  Ważne ulepszenie nastąpiło w zakresie wyciszenia okrętu. Projekt 671RT wprowadził do radzieckich okrętów podwodnych „tratwę” znacząco redukującą hałasy generowane przez maszynownię. W celu zmniejszenia pola akustycznego, przekładnia turbiny oraz turbogeneratory z ich mechanizmami zostały umieszczone na pojedynczej ramie wraz absorbującą wstrząsy podstawą. W rezultacie amerykańskie środowisko wywiadowcze oceniało poziom hałasu generowanego przez te jednostki za zbliżony do o 5 lat starszych amerykańskich jednostek typu Sturgeon. W odróżnieniu od poprzedników,  produkcję umieszczono w stoczni Krasnoje Sormowo w Gorkim, gdzie położono stępkę pod pierwszy okręt K-387 2 kwietnia 1971 roku, lecz z uwagi na niskie tempo, w 1974 roku rozpoczęto ich budowę także w Leningradzie, gdzie powstały trzy okręty. Wybudowano ogółem jedynie 7 jednostek tego typu, po czym ich produkcja została zakończona celem budowy jeszcze nowocześniejszych jednostek projektu 671RTM.

### Victor III – projekt 671RTM/RTMK

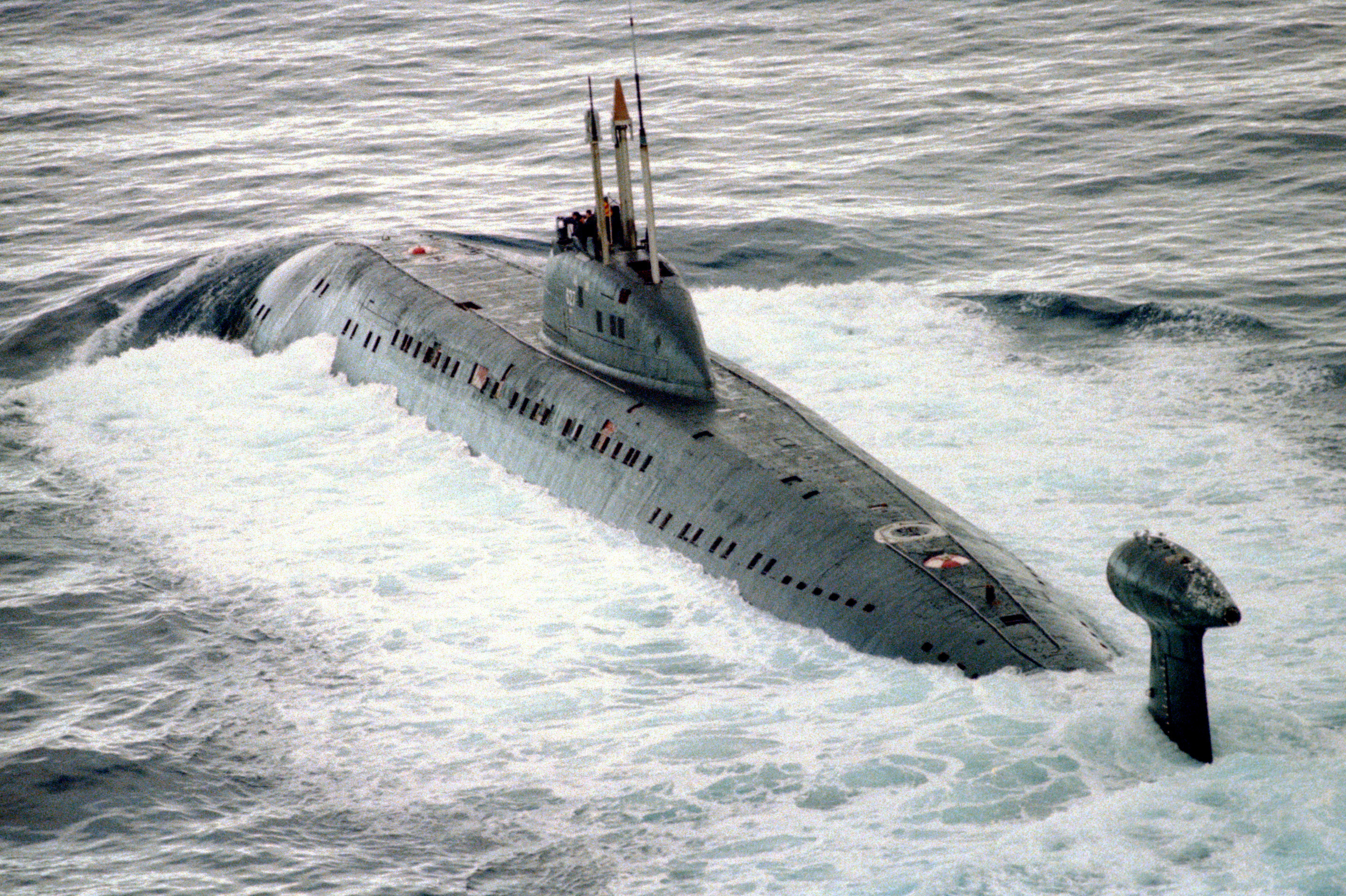
Okręt projektu 671RTM (Victor III). Na pierwszym planie umieszczona na szczycie steru kierunku duża gondola anteny holowanego sonaru pasywnego.

Równolegle z rozpoczętymi pracami nad okrętami podwodnymi nowej generacji (projektu 945 i 971), podjęto w latach 70. prace nad modernizacją Victorów. Zmodernizowany projekt 671RTM otrzymał nazwę kodową Szczuka (ros. Щука – szczupak, w kodzie NATO: Victor III). Był on pierwszą radziecką próbą doścignięcia współczesnych im konstrukcji amerykańskich w zakresie zdolności bojowych. Otrzymał nowy system sonarowy Skat-KS, według informacji rosyjskich przewyższający trzykrotnie możliwości poprzedniego systemu i zbliżający się do zachodnch odpowiedników. Maksymalna odległość wykrywania celów wynosiła 230 km. Nowy był system informacji bojowej i kierowania walką Omnibus. Oprócz ulepszenia systemu napędowego, turbiny parowe i inne maszyny umieszczono na platformie izolującej je od kadłuba sztywnego, za pomocą specjalnych amortyzatorów absorbujących drgania i wstrząsy. Mimo że rozwiązanie tego rodzaju marynarka amerykańska zastosowała po raz pierwszy już na jednostkach typu Thresher w 1961 roku, wysocy przedstawiciele US Navy stwierdzili, że wprowadzony do służby w 1977 roku Victor III ma poziom wyciszenia zbliżony do okrętów typu Sturgeon, który został wprowadzony do służby w roku 1967. Na okrętach tych wprowadzono działające w tandemie na jednej osi czteropłatowe śruby, zamiast pojedynczej śruby pięciopłatowej. Na uzbrojenie weszły między innymi torpedy superkawitacyjne Szkwał.

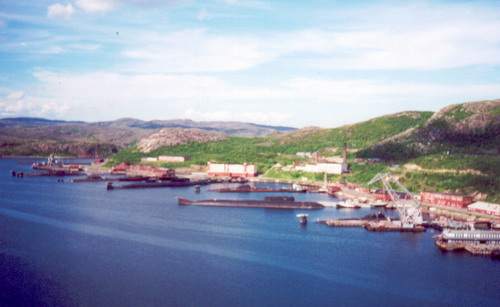
Baza Zapadnaja Lica, pierwszy od prawej Victor III

Wizualnie Victor III były zbliżone kształtem do wcześniejszych typów tego projektu, z wyjątkiem dużej gondoli umieszczonej na szczycie steru kierunku. Zachodnie źródła wywiadowcze wysuwały początkowo wiele teorii co do przeznaczenia tego urządzenia: mieszczenia holowanego kabla komunikacyjnego, pozoratora przeciwtorpedowego lub też napędu magnetohydrodynamicznego (MHD) bądź elektromagnetycznego (EMT). Wkrótce jednak okazało się, że gondola o wymiarach 7,8 na 2,2 metra mieści holowaną antenę sonaru pasywnego.
Stępkę pod budowę pierwszej jednostki K-524 położono w Leningradzie 7 czerwca 1976 roku, a weszła ona do służby 28 grudnia 1977 roku. Jednocześnie budowę ich rozpoczęto w zakładzie w Komsomolsku nad Amurem. W obu stoczniach powstało po 13 jednostek, z których ostatnią wodowano w 1991 roku i wprowadzono do służby w kolejnym roku. Ostatnie pięć tych okrętów zostało zbudowanych w Leningradzie według zmodyfikowanego projektu 671RTMK (NATO: Improved Victor III) – te jednostki jako pierwsze w marynarce radzieckiej otrzymały w pełni zintegrowany system kontroli ognia. Pierwsza z nich weszła do służby w 1987 roku.
Do końca lat 80. wiele jednostek projektu 671 zostało wyposażonych w nieakustyczne detektory śladu pozostawianego w wodzie przez okręty podwodne Koloss. Ostateczny wariant był cichszy, został wyposażony w dwie śruby działające w tandemie na tym samym wale napędowym. Okręty projektu 671RTMK przenosiły również bardziej zaawansowane uzbrojenie, w tym pociski manewrujące RPK-55 Granat (NATO: SS–N–21). Oznaczało to, że z biegiem lat projekt 671 ewoluował z oryginalnego SSKN w duży wielozadaniowy SSN

## Służba operacyjna

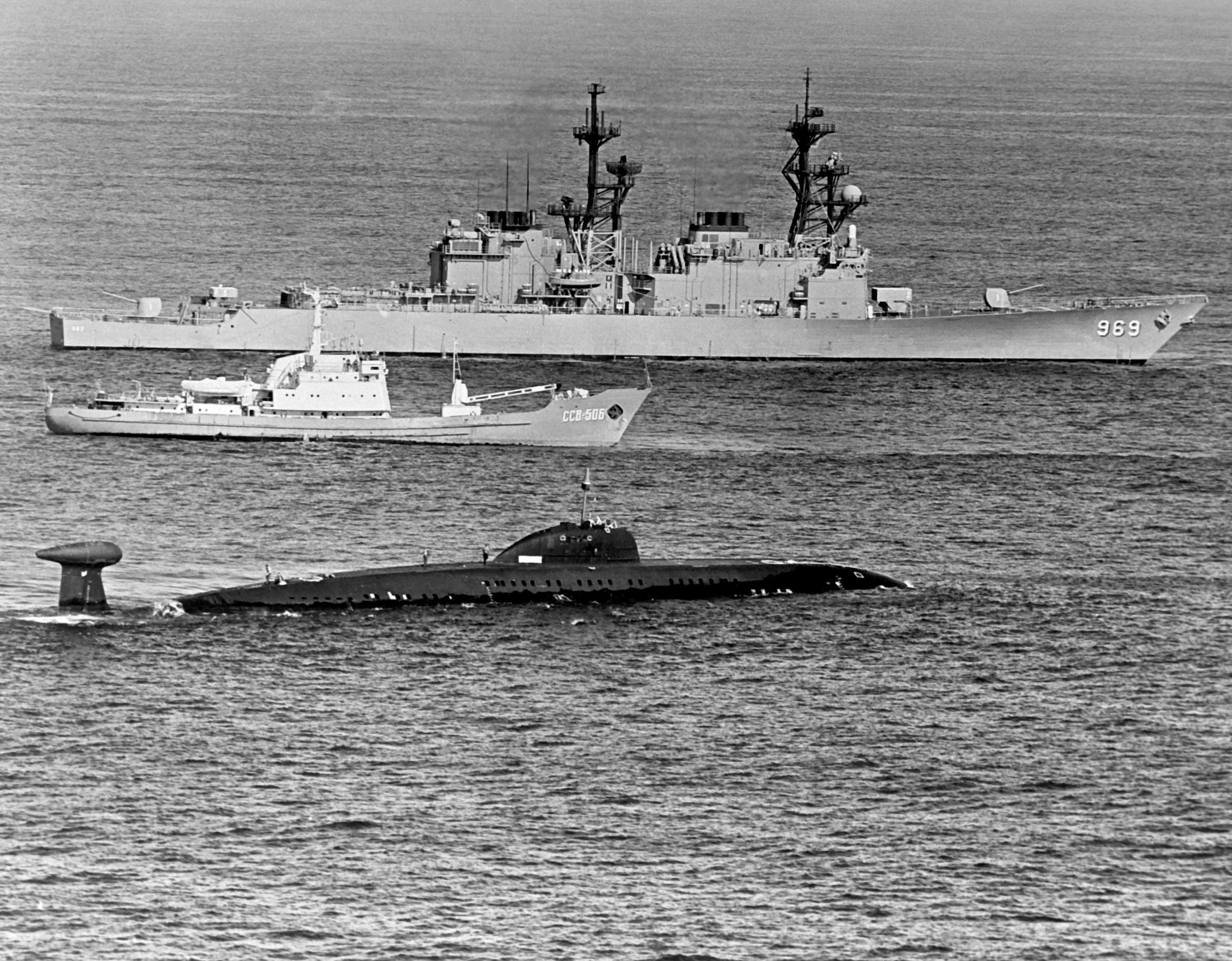
B-324 w listopadzie 1983 roku po zaplątaniu się w linę sonaru holowanego USS „McCloy” (FF-1038). Obok widoczny radziecki statek wywiadowczy SSW-506 „Nachodka”. W tle amerykański niszczyciel USS „Peterson” (DD-969).

Pierwszoplanową rolą tych okrętów były działania przeciwpodwodne (ZOP/ASW). Według dyrektora amerykańskiego wywiadu morskiego najważniejszym zadaniem jednostek projektu 671 były operacje w zespole z radzieckimi strategicznymi okrętami rakietowymi przenoszącymi pociski SLBM. Ich celem w tych zespołach było zapewnienie, żeby okręty rakietowe nie były śledzone przez amerykańskie okręty podwodne. Wiele wspólnych rejsów okrętów strategicznych projektu 667A w eskorcie jednostek projektu 671 ujawniło niedostatki hydroakustycznych systemów komunikacyjnych oraz niekompatybilność systemów komunikacji radiowej. Ponadto głośniejsze okręty projektu 671 ujawniały lokalizację płynących z nimi okrętów rakietowych. W konsekwencji praktyka bliskiej osłony okrętów strategicznych została zarzucona. W rzeczywistości wprowadzenie okrętów typu Victor jako najważniejszej konstrukcji radzieckich myśliwskich okrętów podwodnych z napędem jądrowym, oznaczało zmianę radzieckiej strategii ze zwalczania żeglugi na otwartych wodach oceanów na zwalczanie amerykańskich strategicznych okrętów rakietowych oraz lotniskowców. Najgłośniejszym incydentem związanym ze śledzeniem okrętów amerykańskich była kolizja 21 marca 1984 roku okrętu K-314 typu Victor I z lotniskowcem USS „Kitty Hawk” (CV-63) na Morzu Japońskim, zakończona uszkodzeniem obu jednostek.
W połowie lat 80. dyrektor amerykańskiego wywiadu morskiego zauważył, że jednostki Victor III często wyznaczane są do pełnienia zadań ASW w pobliżu amerykańskich brzegów. Znajduje to potwierdzenie w ujawnionych wydarzeniach. W listopadzie 1983 roku śledzący przy Wschodnim Wybrzeżu USA amerykańskie okręty B-324 zaplątał się w linę anteny sonaru holowanego przez fregatę USS „McCloy” (FF-1038) typu Bronstein. Victor został następnie odholowany na Kubę w celu dokonania napraw oraz pozyskania fragmentu amerykańskiej anteny sonaru holowanego, co dla Sowietów było cenną zdobyczą wywiadowczą.
29 sierpnia 1991 roku okręty wersji projektu 671 zostały przeklasyfikowane z krążowniczych atomowych okrętów podwodnych (ros. kriejsierskaja atomnaja podwodnaja łodka) na duże atomowe okręty podwodne (ros. bolszaja atomnaja podwodnaja łodka) I rangi, co pociągnęło zmianę oznaczeń z litery K na B.
W 1993 roku w wewnętrznym czasopiśmie radzieckiej marynarki Morskoj Sbornik opublikowano rzadki raport z patrolu Victora III. Publikacja omawiała problemy dwumiesięcznego patrolu:

[Dzień 23] Braki części zamiennych zwiększają wymagania wobec wyposażenia okrętu, którego zużycie groźnie narasta. Mimo że decyzja o przedłużeniu wykorzystania dostępnego wyposażenia została podjęta przez komisję na podstawie wymaganych kalkulacji, zostało mi powierzone zadanie wyciągnięcia maksimum z naszego sprzętu. W rzeczywistości oznacza to używanie go do momentu aż całkowicie zawiedzie.

Raport odnotował jednak również sukces:

[Dzień 54] „Kontakt” oznaczał tym razem cel o dużej wartości – okręt podwodny typu Los Angeles. Okręt jest jak nowy, „czysty”, cichy. Amerykanie odnosili duże sukcesy w tej mierze, dlatego w celu niezdradzania swojej własnej pozycji używają głównie sonaru pasywnego jako środka detekcji.
Ale my też nie jesteśmy łajzami. Tym razem trikiem było uchwycenie ich za pomocą wyposażenia, którego – o ile mi wiadomo – Amerykanie nie mają. Utrzymywaliśmy znikający kontakt przez półtora dnia, po czym użyliśmy naszego sonaru aktywnego, co oczywiście oświetliło także nas.

Wszystkie jednostki projektu 671/Victor I zostały wycofane ze służby od 1989 do 1996 roku. Jednostki projektu 671RT/Victor II zostały wycofane w latach 1995–1996.
|            | Początek budowy      | Wodowanie            | Wejście do służby    | Wycofanie ze służby |
| ---------- | -------------------- | -------------------- | -------------------- | --- |
| Victor I   |                      |                      |                      | |
| B-38       | 12 kwietnia 1963     | 28 lipca 1966        | 5 listopada 1967     | 1991 |
| B-53       | 16 grudnia 1964      | 15 marca 1969        | 30 września 1969     | 1993 |
| B-454      | 16 sierpnia 1972     | 5 maja 1973          | 30 września 1973     | 1994 |
| B-69       | 31 stycznia 1964     | 5 maja 1973          | 30 września 1973     | 1991 |
| B-147      | 16 września 1964     | 17 czerwca 1968      | 25 grudnia 1968      | 1997 |
| B-306      | 20 marca 1968        | 4 czerwca 1969       | 4 grudnia 1969       | 1995 |
| B-323      | 5 lipca 1968         | 14 marca 1970        | 29 października 1970 | 1995 |
| B-370      | 19 kwietnia 1969     | 26 czerwca 1970      | 30 września 1973     | 1994 |
| B-438      | 13 czerwca 1969      | 23 marca 1971        | 15 października 1971 | 1995 |
| B-367      | 14 kwietnia 1970     | 2 lipca 1971         | 5 grudnia 1971       | 1995 |
| B-314      | 5 września 1970      | 28 marca 1972        | 6 listopada 1972     | 1989 |
| B-398      | 22 kwietnia 1971     | 2 sierpnia 1972      | 15 grudnia 1972      | 1995 |
| B-462      | 3 lipca 1972         | 1 września 1973      | 30 grudnia 1973      | 1996 |
| B-469      | 5 września 1973      | 10 czerwca 1974      | 4 września 1974      | 1993 |
| B-481      | 27 września 1973     | 8 września 1974      | 27 grudnia 1974      | 1993 |
| Victor II  |                      |                      |                      | |
| B-387      | 2 kwietnia 1971      | 2 września 1972      | 30 grudnia 1972      | 1995 |
| B-371      | 12 maja 1973         | 30 lipca 1974        | 29 grudnia 1974      | 1996 |
| B-467      | 6 września 1975      | 12 sierpnia 1976     | 29 grudnia 1976      | 1997 |
| B-488      | 15 grudnia 1976      | 8 października 1977  | 29 września 1978     | 1993 |
| B-495      | 28 września 1974     | 26 sierpnia 1975     | 30 grudnia 1975      | 1993 |
| B-513      | 22 lipca 1975        | 21 sierpnia 1976     | 27 grudnia 1976      | 1993 |
| B-517      | 23 marca 1977        | 24 sierpnia 1978     | 28 października 1978 | 1993 |
| Victor III |                      |                      |                      | |
| B-242      |                      | 29 kwietnia 1983     | 29 kwietnia 1983     | 1998 |
| B-247      | 15 lipca 1976        | 13 sierpnia 1978     | 30 grudnia 1978      | 1996 |
| B-251      | 29 lipca 1979        | 3 maja 1980          | 30 września 1980     | 1998 |
| B-264      | 29 lipca 1983        | 8 czerwca 1984       | 26 października 1984 | 2003 |
| B-305      | 27 lipca 1980        | 17 maja 1981         | 30 września 1981     | 1998 |
| B-355      | 31 grudnia 1980      | 8 sierpnia 1981      | 29 grudnia 1981      | 1997 |
| B-360      | 9 maja 1981          | 27 kwietnia 1982     | 29 września 1982     | 1998 |
| B-412      | 29 października 1978 | 6 czerwca 1979       | 30 grudnia 1979      | 1996 |
| B-492      | 23 lutego 1978       | 28 czerwca 1979      | 30 grudnia 1979      | 1996 |
| B-138      | 7 grudnia 1988       | 5 sierpnia 1989      | 30 grudnia 1990      | w służbie |
| B-218      | 7 listopada 1981     | 24 lipca 1982        | 28 grudnia 1983      | 1998 |
| B-244      | 25 grudnia 1984      | 9 lipca 1985         | 25 grudnia 1985      | 1998 |
| B-254      | 24 września 1977     | 6 września 1979      | 30 grudnia 1979      | 1998 |
| B-255      | 7 listopada 1979     | 20 lipca 1980        | 28 grudnia 1980      | 1998 |
| B-292      | 15 kwietnia 1986     | 29 kwietnia 1987     | 27 listopada 1987    | 2005 |
| B-298      | 25 lutego 1981       | 14 lipca 1982        | 27 grudnia 1982      | 1998 |
| B-299      | 20 grudnia 1983      | 29 czerwca 1984      | 22 grudnia 1984      | 2000 |
| B-324      | 23 lutego 1980       | 7 września 1980      | 30 grudnia 1980      | 2000 |
| B-358      | 23 lipca 1982        | 15 lipca 1983        | 29 grudnia 1983      | 1998 |
| B-388      | 8 maja 1987          | 3 czerwca 1988       | 30 listopada 1988    | 2013 |
| B-414      | 1 grudnia 1988       | 31 sierpnia 1990     | 30 grudnia 1990      | w rezerwie 2. kategorii |
| B-448      | 31 stycznia 1991     | 17 października 1991 | 24 września 1992     | w służbie, "przywracanie gotowości technicznej". W 2015 roku prace zarzucono, okręt pozostaje w stoczni Nerpa/Zwiezdoczka. |
| B-502      | 23 lipca 1979        | 17 sierpnia 1980     | 31 grudnia 1980      | 2000 |
| B-507      | 2 listopada 1977     | 1 października 1978  | 30 listopada 1979    | 1998 |
| B-524      | 7 maja 1976          | 31 lipca 1977        | 28 grudnia 1977      | 2002 |
| B-527      | 28 września 1978     | 24 lipca 1981        | 30 grudnia 1981      | 1999 |

## Podsumowanie
Okręty typu Victor od początku projektowane były jako typowe okręty SSKN służące do zwalczania jednostek podwodnych przeciwnika. Dalszy ich rozwój ewoluował jednak w stronę bardziej uniwersalnych wielozadaniowych jednostek SSN, gdzie do ich zadań należało już nie tylko zwalczanie jednostek tej samej klasy, lecz także amerykańskich lotniskowców i innych okrętów nawodnych wchodzących w skład jego grupy uderzeniowej. Po bardzo głośnych jednostkach projektu 627A/November, okręty typu Victor stanowiły zwrot w projektowaniu jednostek tej klasy, radzieccy konstruktorzy starali się bowiem połączyć wysoką prędkość podwodną z maksymalnie możliwym wyciszeniem. Określając znaczenie konstrukcji Victorów, dyrektor wywiadu marynarki amerykańskiej stwierdził:

Od pojawienia się typu Victor III, Sowieci ustawicznie redukowali technologiczne zapóźnienie ich najnowszych okrętów podwodnych.
Postęp w wyciszaniu, rozwoju ich sonarów oraz obróbce sygnału, zredukowały przewagę akustyczną Zachodnich jednostek SSN.

Jednostki trzech wariantów projektu 671 były więc udanymi okrętami, i jako takie zainspirowały Związek Radziecki do rozwoju okrętów III generacji.